# Luděk Pojezný
Luděk Pojezný (født 7. marts 1937 i Prag) er en tjekkoslovakisk tidligere roer og dobbelt olympisk medaljevinder.

## Rokarriere
Janoušek kom med i Tjekkoslovakiets otter, der vandt EM-sølv i 1959. Han var også med ved OL 1960 i Rom, hvor bådens besætning derudover bestod af Jan Švéda, Jan Jindra, Jiří Lundák, Stanislav Lusk, Bohumil Janoušek, Václav Pafkovič, Josef Věntus og styrmand Miroslav Koníček. De vandt her deres indledende heat og var dermed kvalificeret til finalen. Her var det den tyske båd, der var hurtigst og fik guld, mens Canada fik sølv og Tjekkoslovakiet bronze.
Han var fortsat med, da tjekkoslovakkerne vandt EM-bronze i 1963, og igen ved OL 1964 i Tokyo. Her bestod besætningen ud over ham også af Petr Čermák, Jiří Lundák, Jan Mrvik, Július Toček, Josef Věntus, Janoušek, Richard Nový og styrmand Miroslav Koníček. Efter at have vundet deres indledende heat kunne de ikke stille noget op med de suveræne amerikanere, der vandt guld, og sølvvinderne fra Tyskland, men de erobrede endnu en OL-bronzemedalje.

## OL-medaljer
- 1960:  Bronze i otter
- 1964:  Bronze i otter